# نووبالاپانوو
نووبالاپانوو (به لاتین: Novobalapanovo) یک منطقهٔ مسکونی در روسیه است که در باشقیرستان واقع شده‌است.